# Minim (Judentum)
Minim (aus dem Hebräischen: „Sekten“ (Pluralbildung aus: hebräisch מינות minuth, deutsch ‚Sekte‘)) galten bis zum 2. Jahrhundert im jüdischen Kontext als Ketzer oder Häretiker. Insbesondere die talmudische Literatur warnte vor Minim, denn sie würden Götzendienste leisten und rechtsbrüchig sein und damit der Halacha entgegenstehen. Die Bezeichnung wandte sich zwar gegen theologische Gegner, bezog sich allerdings niemals auf Judenchristen oder Christen.
So führt die Mischna des rabbinischen Judentums in Halacha zur Teshuva (aramäisch: תשובה) aus, dass fünf Typen des Minim identifizierbar sind:
- Derjenige, der die Existenz Gottes bestreitet,
- derjenige, der behauptet, dass es mindestens zwei Götter gibt,
- derjenige, der zwar nicht leugnet, dass es einen Gott gibt, ihn aber in körperlicher Gestalt sieht,
- derjenige, der leugnet, dass Gott der Einzigartige ist, sowie
- derjenige, der jemanden zwischen sich und dem ewig währenden Gott sieht.